# (37721) 1996 TX8
1996 TX8 (asteroide 37721) é um asteroide da cintura principal. Possui uma excentricidade de 0.24489120 e uma inclinação de 24.26665º.
Este asteroide foi descoberto no dia 10 de outubro de 1996 por Timothy B. Spahr em Catalina Station.